# ثيوسيانات النحاس الأحادي
ثيوسيانات النحاس الأحادي هو مركب كيميائي لاعضوي صيغته CuSCN، ويوجد على هيئة مسحوق أبيض.

## التحضير
يحضر هذا المركب من تفاعل كبريتات النحاس الثنائي ومسحوق من النحاس وثيوسيانات البوتاسيوم عند الدرجة 70 °س.
{\displaystyle \mathrm {CuSO_{4}+Cu+\ 2\ KSCN\longrightarrow \ 2\ CuSCN\downarrow +\ K_{2}SO_{4}} }
كما يمكن أن تتم عملية التحضير من تفاعل مركي ثيوسيانات لفلز قلوي مع كلوريد النحاس الأحادي عند درجة حرارة تقع بين 80–90 °س.
{\displaystyle \mathrm {CuCl+KSCN\longrightarrow CuSCN\downarrow +\ KCl} }

## الخواص
يوجد المركب في الشروط القاسية على هيئة مسحوق أبيض، وهو عملياً غير منحل في الماء. للمركب بنية تناسقية رباعية الوجوه، تكوّن فيها ذرات الكبريت الطرفية ربيطة جسرية ثلاثية.